# Отри Исар
Отри Исар (фр. Autry-Issards) насеље је и општина у централној Француској у региону Оверња, у департману Алије која припада префектури Мулен.
По подацима из 2011. године у општини је живело 362 становника, а густина насељености је износила 18,61 становника/km². Општина се простире на површини од 19,45 km². Налази се на средњој надморској висини од 180 метара (максималној 335 m, а минималној 227 m).

## Демографија
| 1962. | 1968. | 1975. | 1982. | 1990. | 1999. | 2011. |
| ----- | ----- | ----- | ----- | ----- | ----- | ----- |
| 331   | 339   | 311   | 307   | 327   | 307   | 362   |

График промене броја становника у току последњих година